# Зоопарк Сан-Дієго
Зоопарк Сан-Дієго в Каліфорнії, США — найвідвідуваніший зоопарк у США і один з найпопулярніших у світі, щорічно приймає більше 4 млн відвідувачів. На площі 40 га в зоопарку утримується понад 3700 особин 650 видів і підвидів тварин. Видатна ботанічна колекція налічує понад 700 тис. примірників екзотичних рослин, серед яких більше 40 різновидів бамбука для годування великих панд і 18 різновидів евкаліптів для годування сумчастих ведмедів коала.
Зоопарк Сан-Дієго одним з перших у світі створив можливість утримання тварин в умовах, близьких до природних, без кліток і вольєрів. 1999 року увійшов до числа небагатьох зоопарків світу, де успішно розмножилися великі панди. Через велику територію зоопарку для зручності відвідувачів організовано екскурсійний автобус і підвісні гондоли Skyfari.

## Цікавий факт
У зоопарку Сан-Дієго неподалік від слонів знято відеоролик, який став першим із завантажених на відеохостинг YouTube.

## Галерея

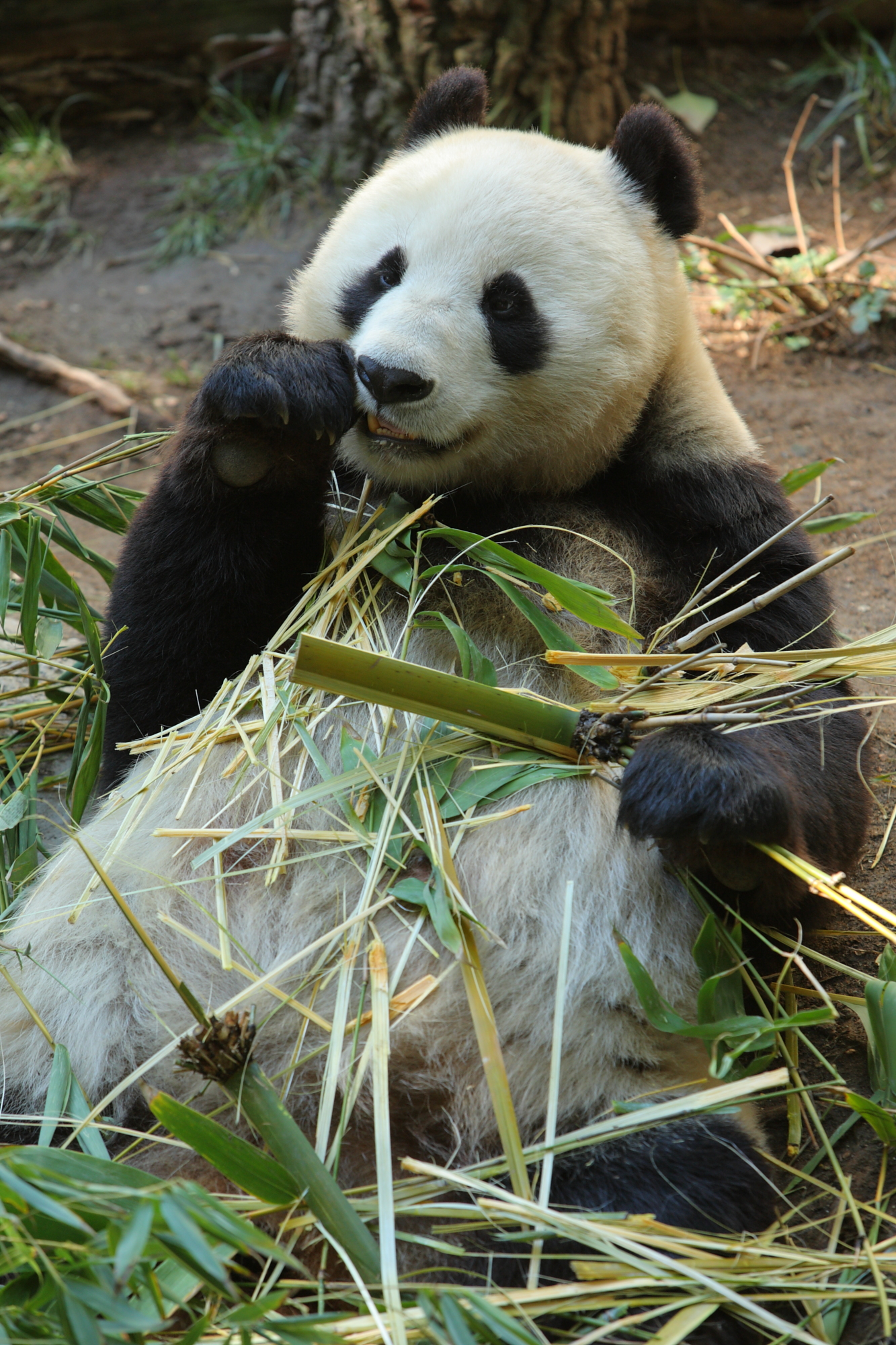
Велика панда Бай-Юн
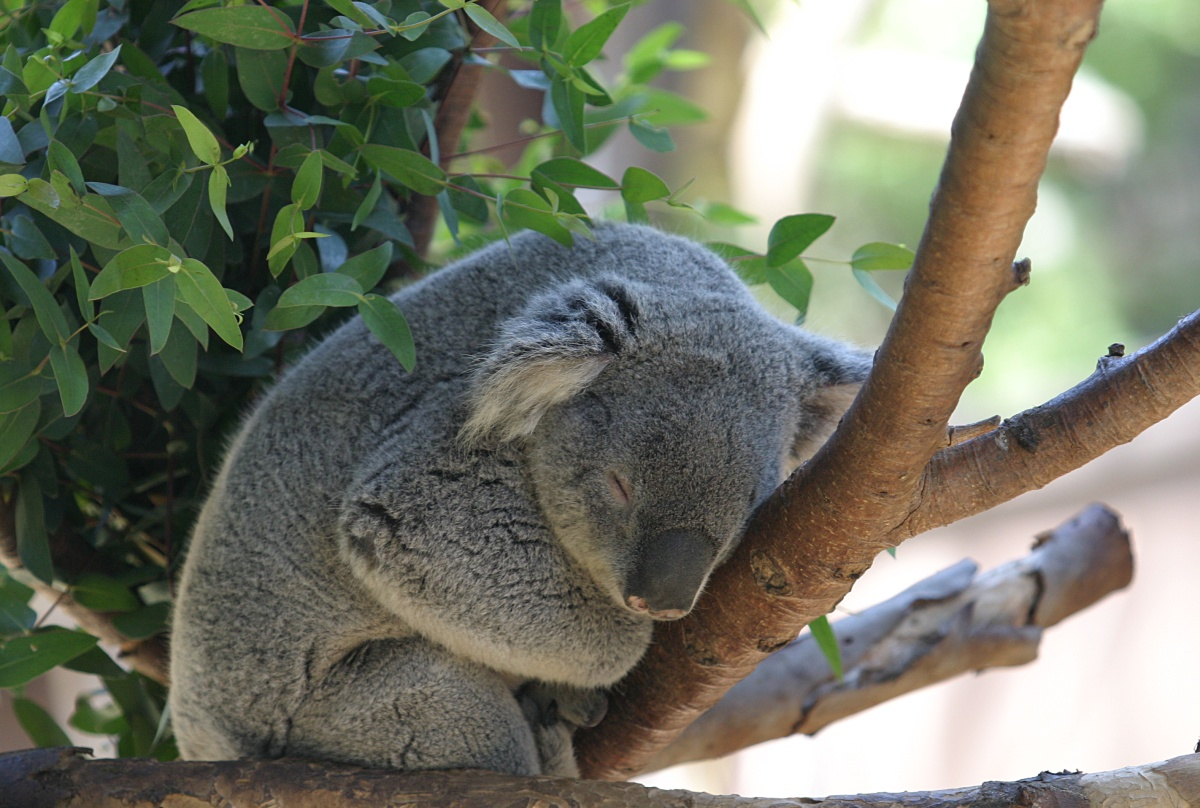
Коала
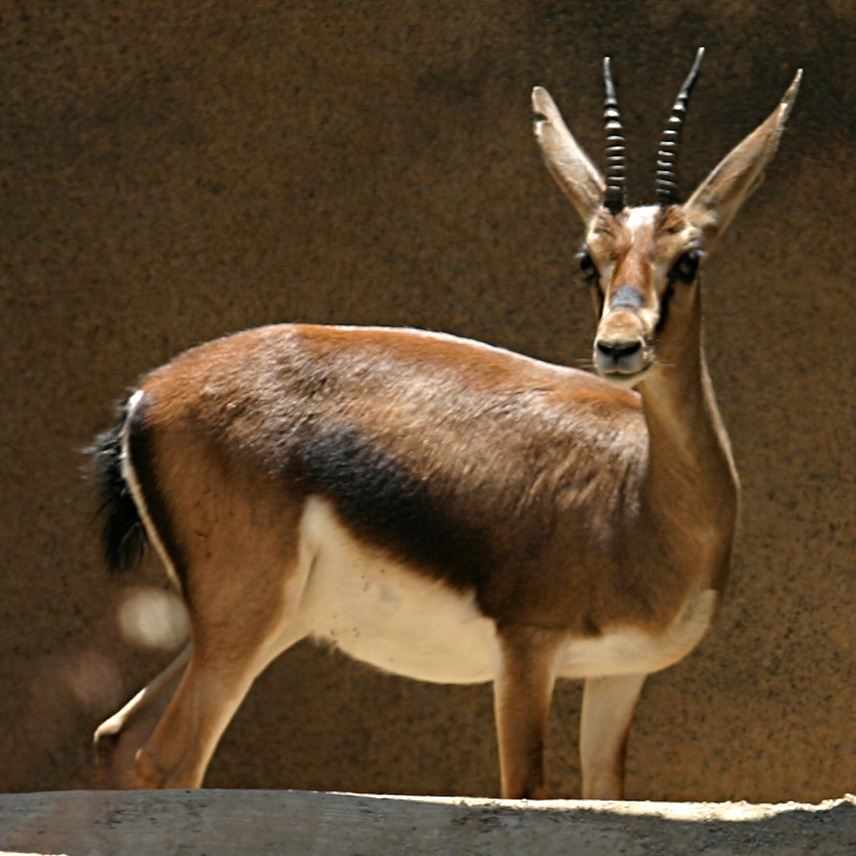
Газель Кюв'є
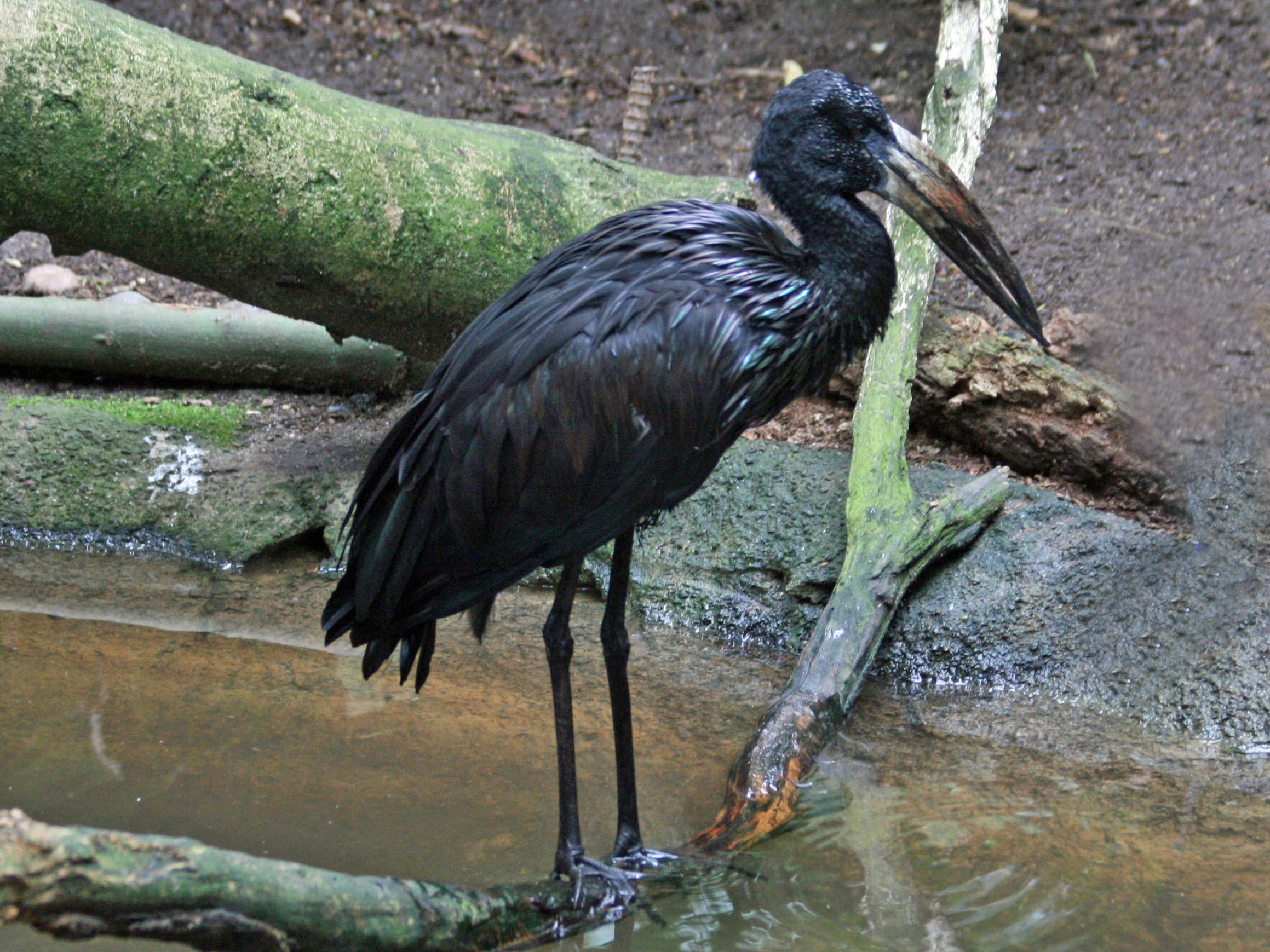
Африканський лелека-молюскоїд